# Historia de Castellón de la Plana
La actual ciudad de Castellón de la Plana (España) nace en 1251, gracias a un documento otorgado por el rey Jaime I de Aragón permitiendo trasladar la villa a la llanura que rodeaba el Cerro de la Magdalena, que ha estado habitado permanentemente desde el neolítico.

## Prehistoria y Edad Antigua

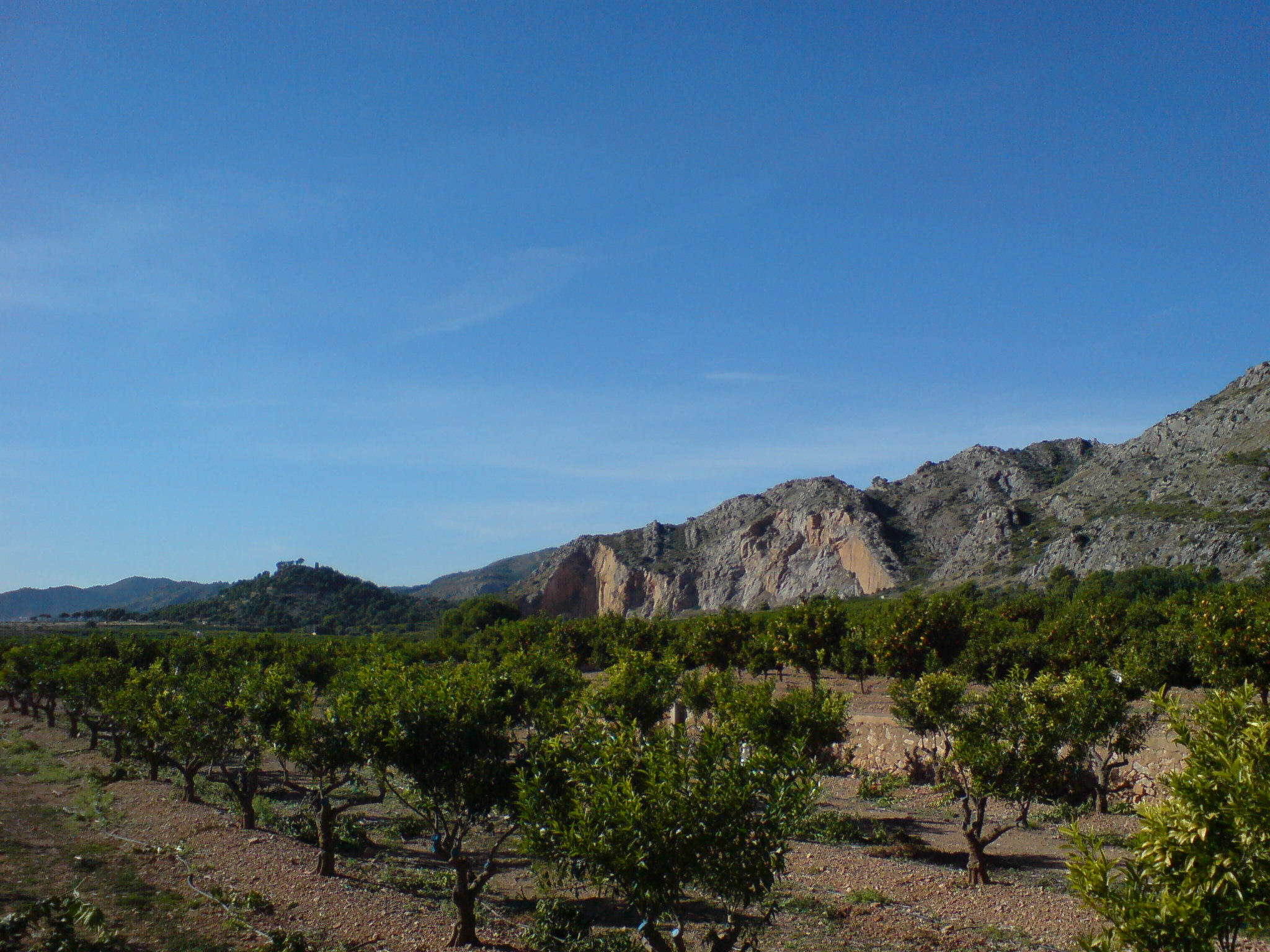
A la izquierda de la imagen, el cerro de la Magdalena, en el centro la Pedrera del puerto y les Serretes donde se ubicaría el poblado del bronce

El término municipal de Castellón parece reunir las condiciones idóneas para ser habitado desde tiempos remotos. Los primeros asentamientos conocidos en la zona datarían del neolítico ya que en la cueva de la Seda se han encontrado restos de un posible hábitat en su interior que puede situarse entre el 3500 y el 2000 a. C., posteriormente el recinto sería usado como cueva sepulcral.  No muy lejos, en las mismas estribaciones del Desierto de las Palmas se encontraría el poblado de la edad de bronce de les Serretes, justo arriba de la Pedrera del puerto, donde se ha localizado un poblamiento complejo con tres recintos fortificados dispuestos de forma continua pero intermitente según se sube en altura y del que se han localizado posibles restos de la muralla y de torres defensivas. La influencia de este poblado condiciona los restos arqueológicos de la época encontrados en el cerro de la Magdalena, de la posible cabaña del Mas de Boira o del yacimiento del Mas de Rambla. Otra zona de importante trascendencia arqueológica para la prehistoria local es la situada alrededor del camino de Borriol a la Costa, Tossal Gros y el monte de la Joquera, donde destaca la cueva homónima con pinturas rupestres que pertenece en el término de Borriol, área de importancia minera en la época de la que se extraía plata de la sierra de Moró, o hierro como el que motivó el asentamiento minero temporal en las faldas del promontorio del Castellet, del que se piensa que tendría antecedentes en un taller de sílex. Esta zona está llena de pequeñas cavidades y grietas naturales en las rocas que sirvieron como sepulcros, encontrándose ejemplos alrededor del Castellet, algunos arrasados por la cantera ubicada en las proximidades, siendo más numerosas en la cabecera del barranco de la Torreta donde se han localizado numerosos restos humanos y sencillos ejemplos de ajuar funerario, mientras que sobre el Tossal Gros existen indicios de la posible existencia de un poblado fortificado construido con la técnica de la piedra seca. Al oeste del actual casco urbano se encontraba el yacimiento, ahora completamente arrasado, de la Ruïsseta correspondiente a un poblado. La costa, formada por una albufera e importantes humedales, presentaba numerosos puntos un poco más elevados sobre el terreno, a veces simples acumulaciones de piedras, llamados pujols, aunque también podrían considerarse tells, su desmonte durante los siglos XIX y XX para desecar la marjal trajeron numerosos descubrimientos arqueológicos. El sílex trabajado encontrado en los pujolets Almassorí y de Matamoros, o un posible asentamiento junto a la desembocadura de la acequia de la Obra en un pujolet desaparecido en la zona del Cuadro frente a la playa del Serradal y extendiéndose bajo el nivel del mar.

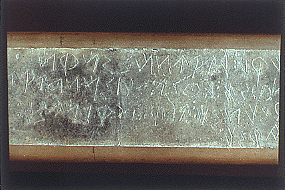
Sección de la lámina de plomo ibero del Pujol de Gasset

Aunque el yacimiento más prolífico en cuanto a hallazgos es el del Pujol de Gasset, en el Grao bajo los actuales grupos de San Pedro y la Virgen del Carmen y el colegio L'Illa entonces a unos 100 o 200 m de la playa contaba con una altitud de 3 m s.n.m., que va desde la prehistoria hasta la época altomedieval, pero que sin duda tuvo su mayor apogeo en época íbera. En 1851 se encontraron restos de una edificación, cuencos de barro cocido, huesos calcinados, cenizas, dos hebillas de bronce, y dos monedas del mismo material de las que una presenta en una cara una cabeza y en el anverso un jinete montado. El 30 de agosto se produjo el descubrimiento más importante, el de un Plomo, que una vez desenrollado se vio que contenía una inscripción en  escritura ibérica nororiental siendo la primera conocida de su género en España, fechado en torno al siglo III a. C. por su ubicación geográfica habría sido producido por los edetanos o los ilercavones. En 1905 otra campaña arqueológica motivada por la ampliación del desmonte dio con paredes de piedra seca, restos óseos, cerámica de barniz negro de características griegas, piezas de telar y torteras. En 1933 se encontraron dolium y tégulas de origen romano; en 1944 se halló un silo con material prehistórico entre los que destaca cerámica campaniense; finalmente las excavaciones llevadas a cabo en 2002 y 2006 hallaron cerámicas de la edad de bronce, campaniense, presigillata, íbera y musulmana. Este poblado se dedicaría a la pesca y al comercio marítimo gracias al posible embarcadero de la fuente de la Barrassota junto a la playa de Vinatxell en la zona de Fadrell, una zona inundada por el mar y arrasada por la construcción de la refinería de petróleo.  En el área existen otros asentamientos íberos relacionados, como el del Pujol de la Torre donde el actual colegio La Marina. En la zona de la huerta, los alrededores de la ermitorio de San José de Censal y a lo largo del camino de Vinamargo o Viejo de Ribesalbes se encuentran diversos restos de dispersión cerámica de origen íbero catalogados en varios yacimientos, incluyendo una necrópolis íbera con tres urnas, restos metálicos, cenizas, carbones, huesos pequeños y fragmentados y material cerámico que permite datar el lugar entre el siglo III y el I a. C. que podrían relacionarse en su conjunto con un posible poblado en llano. De nuevo en el cerro de la Magdalena se han encontrado restos de un poblado con algunas paredes, y cerámica ática decorada y de barniz negro que fecha la ocupación en torno a los siglos V y  IV a. C., en las proximidades, en el camino del Algepsar en un meandro del barranco de la Magdalena se ha encontrado cerámica del periodo ibero romano, y no muy lejos pero ya en la zona de la huerta, los yacimientos de la Font de la Reina ha localizado restos cerámicos de un posible asentamiento del que no se tiene más noticia.

### Periodo romano
La romanización fue muy intensa en tierras castellonenses, aunque al norte del río Mijares fue más tardía que al sur. En esta época los habitantes de la zona descienden por primera vez de las montañas y se asientan en el llano, se tiene constancia de las primeras vías de comunicación y se crean grandes explotaciones agrícolas y ganaderas en torno a numerosas villas construidas junto a los principales caminos —se cuentan hasta 15 asentamientos probables—, algunas de ellas posiblemente sobre asentamientos más antiguos.
En cuanto a las vías de comunicación, se creen de origen romano, aunque podrían tener antecedentes en épocas pretéritas, al menos tres caminos, dos paralelos a la costa y uno perpendicular que los uniría. El principal sería la vía Augusta, nombrada en el Itinerario de Antonino  y en los Vasos de Vicarello. Está muy claro su trazado desde que entra en el término municipal de Castellón proveniente de Borriol hasta que cruza el río Seco, pero a partir del curso fluvial existen diferentes hipótesis sobre su trazado. El camino entraba a Castellón de la Plana por el corredor de Borriol y va descendiendo suavemente hasta cruzar el río, ya fuese en forma de vado o mediante un rudimentario puente de madera a la altura del grupo periférico Venta Nova junto al puente de la actual N-340. Este trazado está asegurado dado el encuentro de un miliario en la partida del Bovalar. Desde el cruce del río la hipótesis principal es que la vía Augusta fuese un pequeño trayecto por el camino de la Cova del Colom hasta la actual gran rotonda de la Circunvalación de Castellón con la N-340 y la CV-17 siguiendo a partir de entonces el trazado de la cuadra de Na Tora, que continúa en el municipio de Almazora con el nombre de camino dels Hostalassos, cruzando el Mijares por un vado justo donde hoy se encuentra el Puente Nuevo. Sin embargo no existe ninguna referencia arqueológica más de las que se han querido encontrar en un supuesto yacimiento no estudiado, salvo los restos cerámicos superficiales, que los impulsores de la teoría relacionan con la mansio de Ad Noulas. Otro camino de posible origen romano, aunque la mayoría de expertos lo considera creación islámica pero los restos arqueológicos indican que podría tener un origen prehistórico, es el camino de Borriol a la Costa o del Coll de la Garrofera, situado al noroeste de la capital de la Plana. Su origen romano estaría atestiguado por la necesidad de comerciar la plata extraída en el valle de Borriol, por lo que este camino enlazado con la Senda de la Palla, el Caminás, una calzada inundada por las aguas de la Marjalería llamada de Entrilles, donde hasta los años 1930 todavía se podía distinguir una calzada de posiblemente tenía unos 3 m de ancho y 2,5 km de largo en dirección noreste-sudeste construido por una gruesa capa de cantos de río y otras piedras más grandes debajo con un grosor variable dependiendo de las zonas del marjal por donde discurría, hasta su cruce con el camino del Serradal, que une con el Pujol de Gasset y de allí hacia la fuente de la Barrassota y la posible zona portuaria. Además existía otro camino dirección norte-sur paralelo a la costa, la vía de la Costa o litoral, también conocida como el Caminás, de origen prerromano, a su alrededor han aparecido los principales indicios arqueológicos de esta época encontrados en la ciudad. El trazado norte del Caminás no se corresponde con el actual, provendría de Ulldecona (Tarragona) y desde Benicasim entra a Castellón con el nombre de camino de las Villas, cambia de nombre a camino d'En Riera en el límite de las partidas de Canet y Cap donde también cambia de dirección para dirigirse a la zona de Lledó donde converge con el camino actualmente llamado Caminás, sigue hacia el sur, e incluso cruza el Mijares siendo éste el camino al que responde el asentamiento de Burriana y se uniría con la vía Augusta entre los actuales términos municipales de Chilches y Almenara. Su trazado no responde a las características habituales de una vía romana ya que no es recto, en parte esto podría deberse a que a su este deja numerosas zonas húmedas, pantanos, marjales y albuferas, y también a posteriores cambios en época medieval debido a la importancia del paso que algunos remontan a época íbera. Este trazado es visto por algunos expertos como el de la vía Augusta durante la época altoimperial, que acabó trasladándose con el tiempo, durante la etapa bajoimperial al interior, en la serie de caminos que colectivamente se viene llamando vía Augusta y del que su certeza está comprobada mediante la aparición de miliarios propagandísticos de los que carecería la vía litoral al no estar de moda en su época la propaganda.

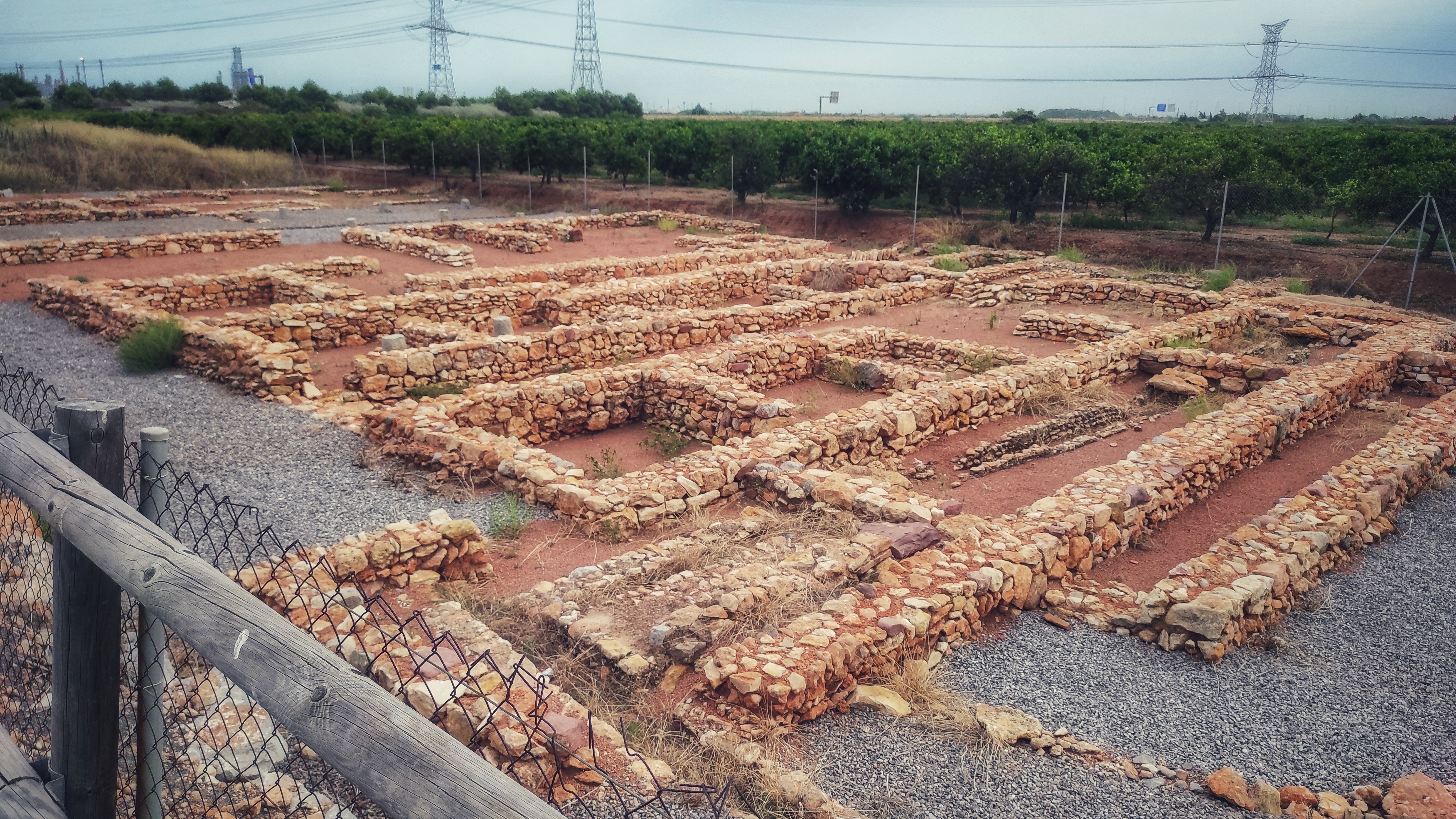
Ruinas de la villa romana de Vinamargo

En las cercanías a la vía Augusta, se conoce con seguridad una villa en la zona del Pla del Moro del Bovalar, ahora sepultada por la construcción de la autovía CV-10. Dentro de la actual zona urbana se han hallado algunos artefactos dentro de vertederos o sin contexto arqueológico claro. Pero es en la zona de la huerta y los antiguos humedales, a lo largo del Caminás, donde se concentran los mayores indicios de población durante este periodo histórico. Se cree que existieron villas en la Font de la Reina —donde la extensión del material cerámico encontrado ocupa una superficie cercana a los 3000 m²—; la zona de les Fontanelles en Canet, y unos metros al noroeste en la Senda de la Palla en Coscollosa, documentados como una capilla funeraria con forma de templete o edículo relacionada con la necrópolis encontrada durante la construcción de la autopista AP-7 y un posible asentamiento del que no se tiene noticia. La zona de Ramell, En Riera, Lledó, Taxida y Gumbau parece ser una gran área arqueológica muy poco estudiada, varias podrían ser las villas ubicadas en la zona dados los restos cerámicos dispersos en varios puntos y la cantidad de supuestas monedas encontradas, pero solo se tiene constancia de restos propiamente romanos en una alquería del camino d'En Riera que reutiliza piedras labradas en su construcción, o en las excavaciones realizadas en 1982 durante el acondicionamiento de la explanada de la Basílica en las que aparecieron restos cerámicos y de mármol que muchos expertos señalan como un centro cultural religioso cristianizado durante los siglos VI-VIII. Otra zona de probables villas romanas es el camino Vell de la Mar, que aunque de origen medieval tiene localizadas en su en torno al menos dos acumulaciones de material cerámico de origen romano. Otra gran área de interés es la de San José de Censal y Vinamargo donde finalmente en 2009 se descubrió la villa romana excavada más grande de la provincia hasta el momento, la Villa romana de Vinamargo. Los 3000 m² excavados hasta el momento han revelado una villa fundada en el siglo I ocupada durante más de 500 años y con su periodo de esplendor entre los siglos II y III de la que solo se conservan los cimientos, con una lujosa pars urbana todavía por excavar, una importante pars rustica con termas y una pars fructuaria destinada a la producción y transformación de materias primas, posiblemente ganado vacuno, pero también caprino y porcino entre otros, almazaras y un taller de cerámica activo entre finales del siglo I y mediados del siglo II así como un taller textil. De este yacimiento se han recuperado materiales de construcción, objetos metálicos como monedas, fíbulas, broches artísticamente decorados, hueso trabajado con piezas también trabajadas de forma artística, recipientes de vidrio y numerosas piezas de material cerámico creadas en la villa, el enterramiento de un bebé de 6 meses de edad y el fragmento de una lápida del siglo III con inscripciones. En la zona de Fadrell se habla de una posible villa en el lugar que actualmente ocupa la ermita de San Jaime, así como los restos encontrados en 1966 en la zona de la fuente de la Barrassota junto a la desaparecida playa de Vinatxell relacionada con un posible embarcadero y donde se encontró un sillar de grandes proporciones con el alto relieve de un falo. El registro arqueológico indica que la mayoría de asentamientos fueron abandonados durante la crisis del siglo III. Como curiosidad, las principales zonas de asentamientos romanos son donde se ubican 6 de las ermitas del Caminás. La costa está poblada de restos romanos caídos al mar, normalmente ánforas, incluyendo un pecio en la bahía de l'Illa Grossa de las islas Columbretes, y otro en la zona conocida como Mur de Calç.
Todavía es objeto de debate la adscripción política y administrativa en época romana de las tierras que actualmente conforman el municipio de Castellón. Si bien está muy claro que el resto de la comarca natural de La Plana al sur del Mijares formaba parte del territorium de Saguntum, el límite de este municipium por el norte es desconocido, pudiendo ser el río, el Desierto de las Palmas o llegar incluso hasta Cabanes. Sin embargo, los hallazgos epigráficos en Castellón se relacionan con la población de Dertosa —excepto la lápida aparecida en la villa de Vinamargo que se relaciona con Saguntum—, algunas monedas encontradas que se acuñaron en Dertosa, la centuriación saguntina finaliza en el Mijares, diversos autores consideran que el río Mijares fue el límite entre las provincias Tarraconensis y Cartaginensis establecida por el Emperador Diocleciano en el siglo III,  y fundamentalmente que el río fue la frontera natural entre las tribus íberas de los ilercavones —al norte— y los edetanos —al sur—, siendo ambas ciudades romanas la cabecera moderna respectiva de su viejo territorio. Con estas pruebas algunos autores se atreven a justificar la pertenencia de estas tierras al ager tortosino. También está abierta la posibilidad que la zona de Castellón de la Plana perteneciese a otra ciudad todavía no descubierta como Bisgargis, Tiar Julia, Adeba o Theava.

## Edad Media

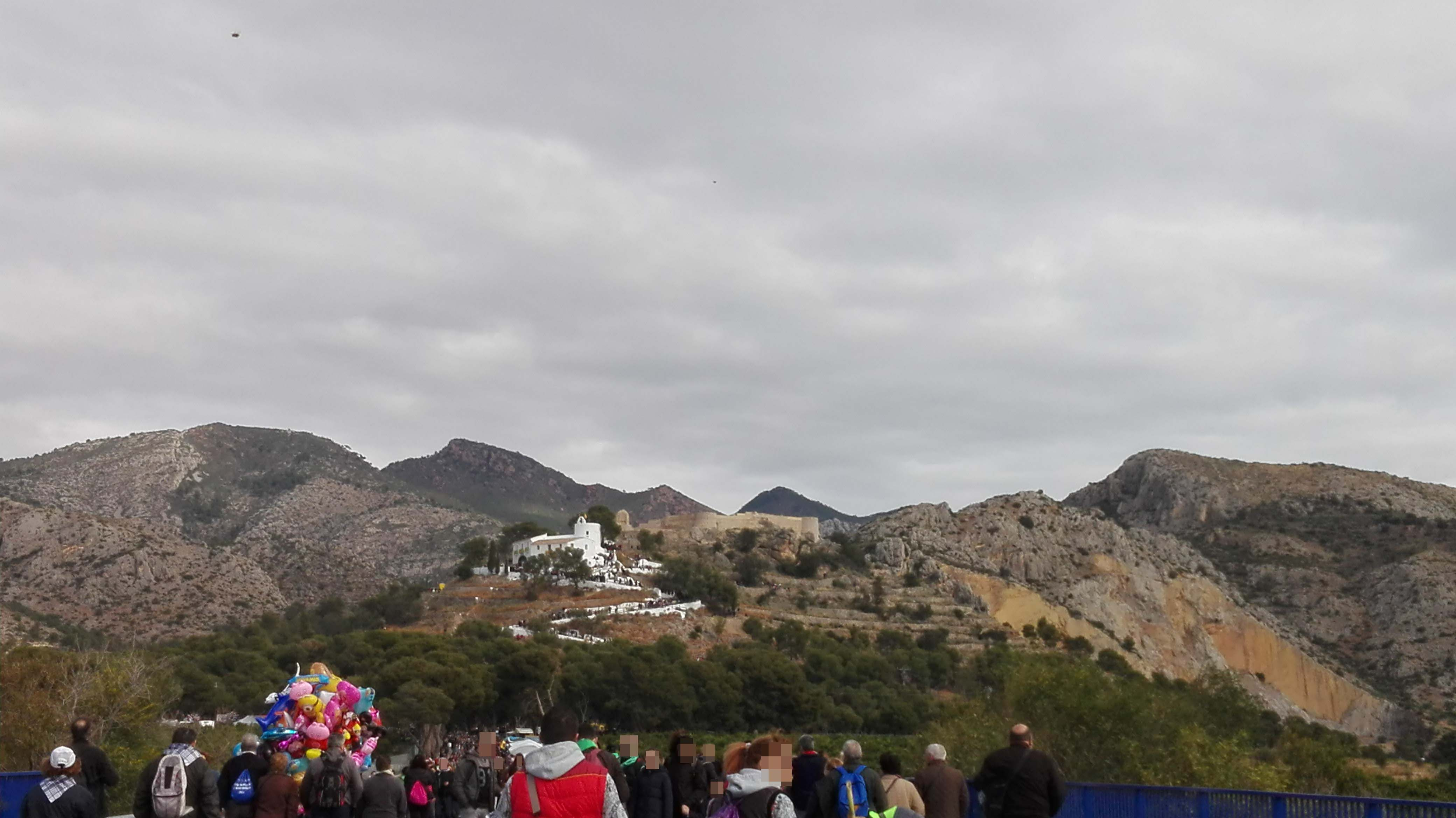
Ermita de la Magdalena y Castell Vell o de Fadrell, antiguo emplazamiento de Castellón

En época tardoantigua y visigótica Saguntum sufrió una cierta decadencia que le impidió desarrollarse como sede episcopal al ser fagocitada por el crecimiento de Valentia, por lo que, ya con total seguridad, su territorium hasta Almenara acabó en manos de la lejana Dertosa. Así siguió durante el siglo XI y hasta la caída de la Taifa de Tortosa en 1148.
Durante la época de dominación musulmana se desarrolló la medina de Burriana como capital de una amplia cora subdividida a su vez en numerosos distritos, uno de ellos de tipo castral o Ḥiṣn con cabecera en el actualmente conocido como Castell Vell.
En 1093 el castillo de Montornés se rindió voluntariamente al rey de Aragón Sancho Ramírez, y con él, el castillo de Castellón. Una vez conquistó este Pedro I Huesca en 1096 empezó una ardua tarea de fortificación para asegurar, con la ayuda de El Cid y las tropas castellanas estacionadas desde Valencia hasta el Mijares, las posiciones costeras en el Mediterráneo de los reinos peninsulares cristianos ante el avance almorávide. Tras el fallecimiento del Campeador en 1099 los castellanos abandonaron Valencia y los aragoneses se quedaron solos en las tierras de la Plana hasta que en torno al año 1103 se replegaron pacíficamente a su reino volviendo a dejar la zona bajo control musulmán.
En 1178 el rey Alfonso II de Aragón y su esposa Sancha donan el castillo y la villa de Khadrell a la diócesis de Tortosa en el día de la consagración de su catedral. El término reconocido para Fadrell comprendía desde «Fons-calens hasta el mar, lindando con el río de Burriana, el término de Borriol y la montaña de Montornés». Se cree que la Fons-calens sería la conocida como Font de la Salut y el río de Burriana se identifica con el Mijares, por lo que la este territorio coincidiría exactamente con la suma de los términos municipales de Castellón de la Plana y Almazora. 
Esta donación es la primera noticia conocida de Fadrell, la alquería sarracena más importante de la época en la zona y que impuso su nombre al distrito castral. Hadral era un enclave fortificado cercano, si no ocupando el actual ermitorio de San Jaime, en plena huerta regada por la acequia de Almalafa que tomaba sus aguas directamente del Mijares, junto al Caminás y la Marjalería, donde se cree que existió ya una villa romana. La población contaría con un mercado semanal celebrado los viernes y un importante taller alfarero datado entre los siglos XII y XIII.
También de esta época son los primeros restos arqueológicos medievales hallados en el Castell Vell o de Fadrell, un castillo típico andalusí de tres recintos, alcazaba, albacara y arrabal o poblado, datados entre finales del siglo XI e inicios del siglo XIII. Igualmente el Castellet d'En Nadal controlando el camino de Borriol a la Costa, el Castillo de Almazora vigilando el río Mijares y la vía Augusta, y la alquería fortificada del Pla del Moro eran las otras fortificaciones del distrito de las que se tiene constancia; el resto de alquerías serían Almalafa, Almazora, Benadresa, Benafeli, Benimahomet, Benimucarra, Benirabe, Safra y Taxida; otras alquerías de las que existe constancia documental pero no se pueden localizar serían las de Benicatol, Benihayren, Benimarhua, Binaciet, Binahut, Rafalafena y Remomir.

### Reconquista y traslado de la villa

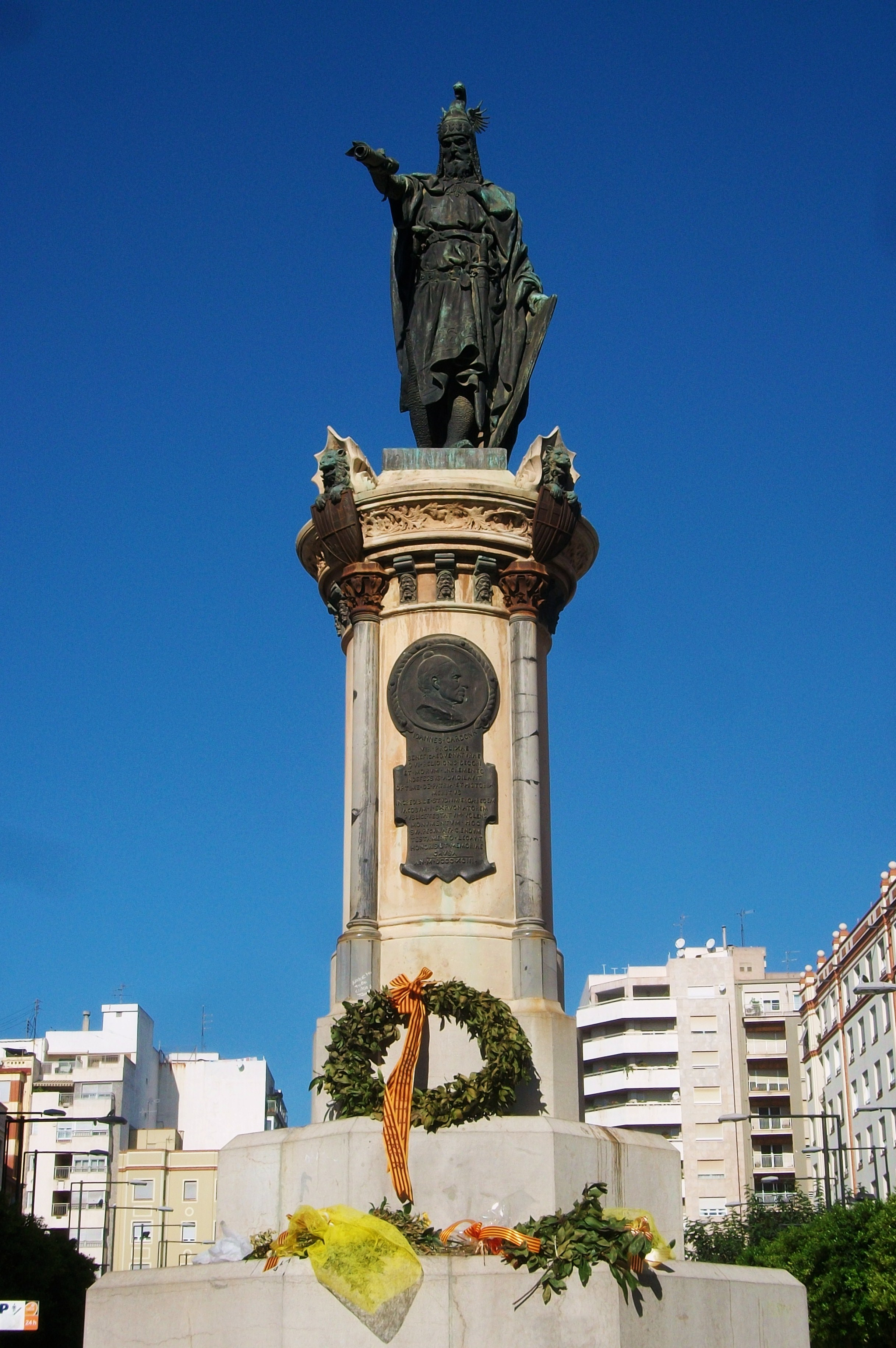
Estatua de Jaime I situada en la avenida del Rey

El 27 de abil de 1224 Jaime I de Aragón confirmó la donación del castillo y la villa de Fadrell a la diócesis de Tortosa. Posteriormente, justo un año después preparando el sitio de Peñíscola, vuelve a confirmar la donación hecha por él mismo y sus antepasados, y el 3 de noviembre de 1225 el rey amplió los límites de la diócesis hasta Almenara. El sitio culminó con su levantamiento por parte de las tropas cristianas a cambio del pago de un tributo por parte del rey árabe Zayd Abu Zayd.
En 1233 el rey volvió a emprender la tarea de la conquista de Valencia, entrando por el valle del Palancia marchando hacia Burriana para conquistarla por la fuerza tras asediarla. Al conocer los musulmanes la capitulación de Burriana, se produce la rendición de Peñíscola dejando un gran arco que comprendía parte de la comarca del Bajo Maestrazgo y las de  la Plana Alta y Alcalatén, muy dependiente para sobrevivir de la medina burrianense, por lo que rápidamente serían conquistadas o rendidas en numerosas algaradas, una de las cuales produjo la capitulación del castillo de Fadrell, ocurrida sin derramamiento de sangre dado que la población musulmana no fue expulsada del término del castillo. Inmediatamente una guarnición cristiana se aposentó en el castillo. 
Probablemente en junio de 1234, el rey concedió el distrito castral a su tío paterno Nuño Sánchez. El 8 de marzo de 1239 este señor feudal concede en Tarragona Carta puebla a la alquería de Benimahomet a 54 pobladores provenientes de sus posesiones en la Cerdaña con 60 jovadas de tierra de secano próximas así como las construcciones, jardines, tierras cultivadas y yermas, aguas y canalizaciones, pastos y bosques, caminos y zonas de caza que haya. Igualmente se otorgan 54 casas en el castillo para que vivan en ellas mientras se acondiciona la alquería al dar un plazo de dos años para asentarse en la zona de la alquería. Probablemente la fundación de esta nueva población cristiana en el llano jamás se realizó.
La donación por parte de Jaime I del distrito castral de Castellón a su tío fue contestada por el obispo de Tortosa Ponce de Torrella, presentando una demanda que no fue resuelta hasta el 10 de junio de 1242, cuando el arbitrio de 3 obispos —Pedro de Albalat, arzobispo de Tarragona; Vidal de Canellas, obispo de Huesca y Ferrer de Pallarés, obispo de Valencia— con un laudo resolviendo donar a la diócesis el castillo de Almazora y la alquería de Benimucarra dejando el resto del distrito a disposición de la voluntad real. Nuño Sánchez moriría en septiembre de ese mismo año dejando en su testamento la posesión de Castellón a su sobrino.
El 18 de agosto de 1244 el rey dona a su tío materno Pedro de Portugal el castillo de Castellón en las mismas condiciones con las que antes se habían intercambiado el Reino de Mallorca. El 12 de septiembre de ese mismo año el rey concedería las rentas y dotes de Castellón a la Iglesia de San Vicente de la Roqueta de Valencia, a su vez dependiente del Real Monasterio de San Victorián en la actual provincia de Huesca. En 1245 el rey confirmaría el Laudo de los Tres Obispos y donaría la partida de Fadrell a la Orden de Santiago. En 1247 estalla la revuelta mudéjar encabezada por el caudillo Al-Azraq que fue rápidamente sofocada provocando la expulsión de la población musulmana de la Plana. Inmediatamente, en 1248 el rey otorga en donación casas y tierras en la planicie a nuevos pobladores, destacando las 30 propiedades que otorga en la alquería de Benirabe que confirmó en un laudo el 26 de marzo de 1249. Estos pobladores provendrían de las comarcas catalanas del Pallars y de otras zonas pirenaicas catalanas y aragonesas.
Pedro de Portugal protestó ante la expulsión de la población mozárabe de sus posesiones elevando un pleito que fue resuelto por la reina Violante de Hungría en arbitraje el 24 de febrero de 1249 en el que se indemnizaba al infante con una suma de dinero a cambio de la obligación de mantener una guarnición militar de 5 soldados en Castellón. Pedro de Portugal, no contento con el arbitraje ni con las donaciones efectuadas por Jaime I en sus dominios, se alió con el infante Alfonso —hijo del rey, Lugarteniente General del Reino de Valencia y heredero de este territorio—, en aquel momento enfadado con su padre por cuestión de la herencia, poniendo todos sus castillos a su disposición para un eventual conflicto armado. Jaime I acabó confiscando todas las posesiones de su tío como castigo por estos hechos.

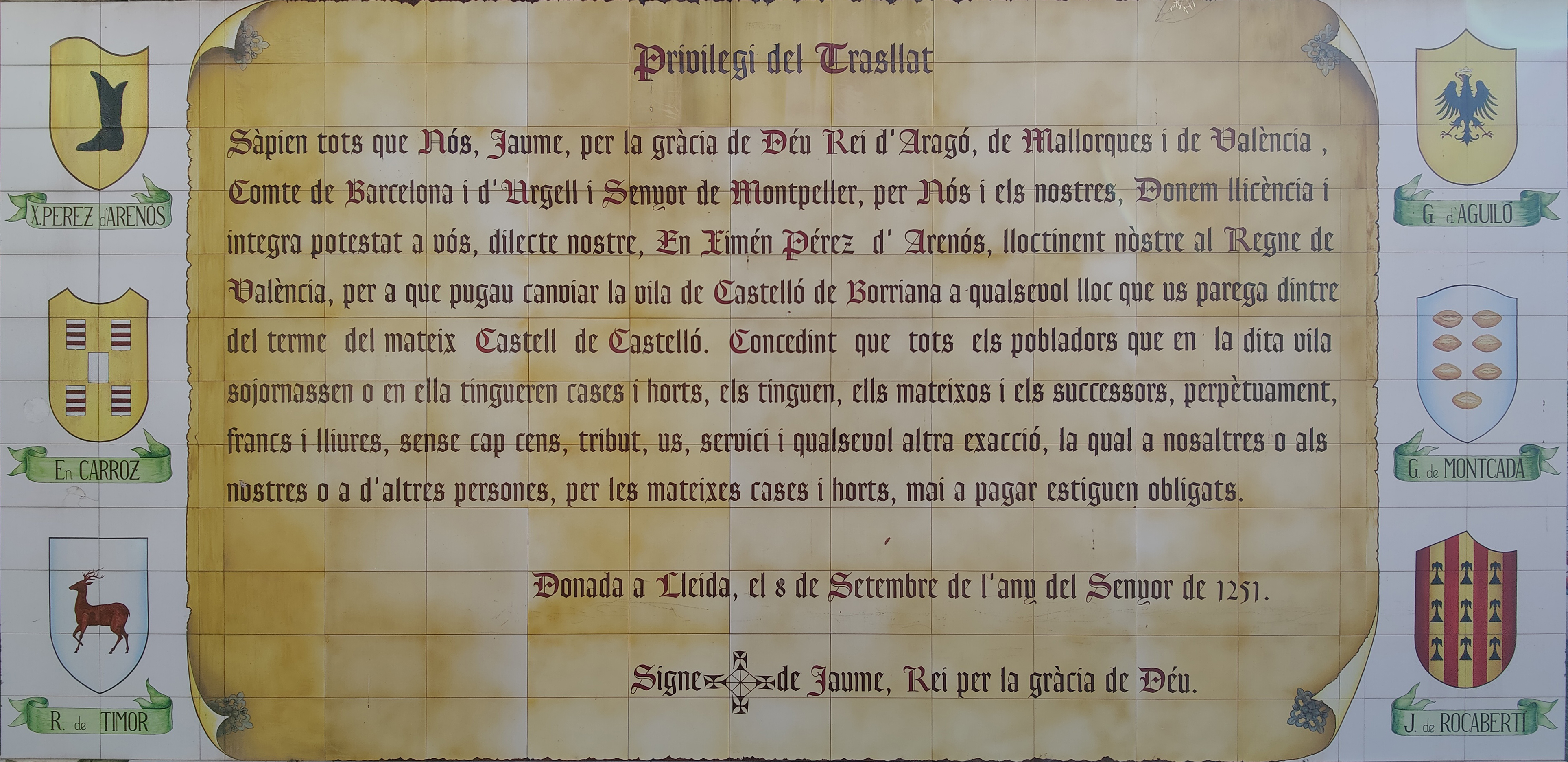
Mural de azulejos con la reproducción del Privilegio de Traslado

Meses más tarde, el 8 de septiembre de 1251, encontrándose en Lérida el rey Jaime I dicta el documento autorizando a su lugarteniente Ximén Pérez de Arenós el traslado de la villa de Castellón de la Plana al lugar dentro del término de su castillo que considerase más adecuado. Este documento no es una carta puebla como tradicionalmente se ha entendido por la historiografía local, si no una autorización para proceder a la mutatio villae, es decir al traslado de las administraciones de la villa de su antiguo aposento en el Castell Vell a su nueva localización en la Plana, con toda probabilidad al lugar donde ya residía prácticamente toda la población que de ellas dependía. La costumbre sitúa el traslado de Castellón en la noche del tercer fin de semana de Cuaresma de 1252, creando alrededor de este hecho una leyenda que ha constituido el mito fundacional de Castellón y que coincide con la romería al antiguo emplazamiento de la villa que desde 1375 y de forma anual desde 1562 pasó a celebrar el traslado a la Plana originando con el tiempo las actuales Feria y fiestas de la Magdalena.

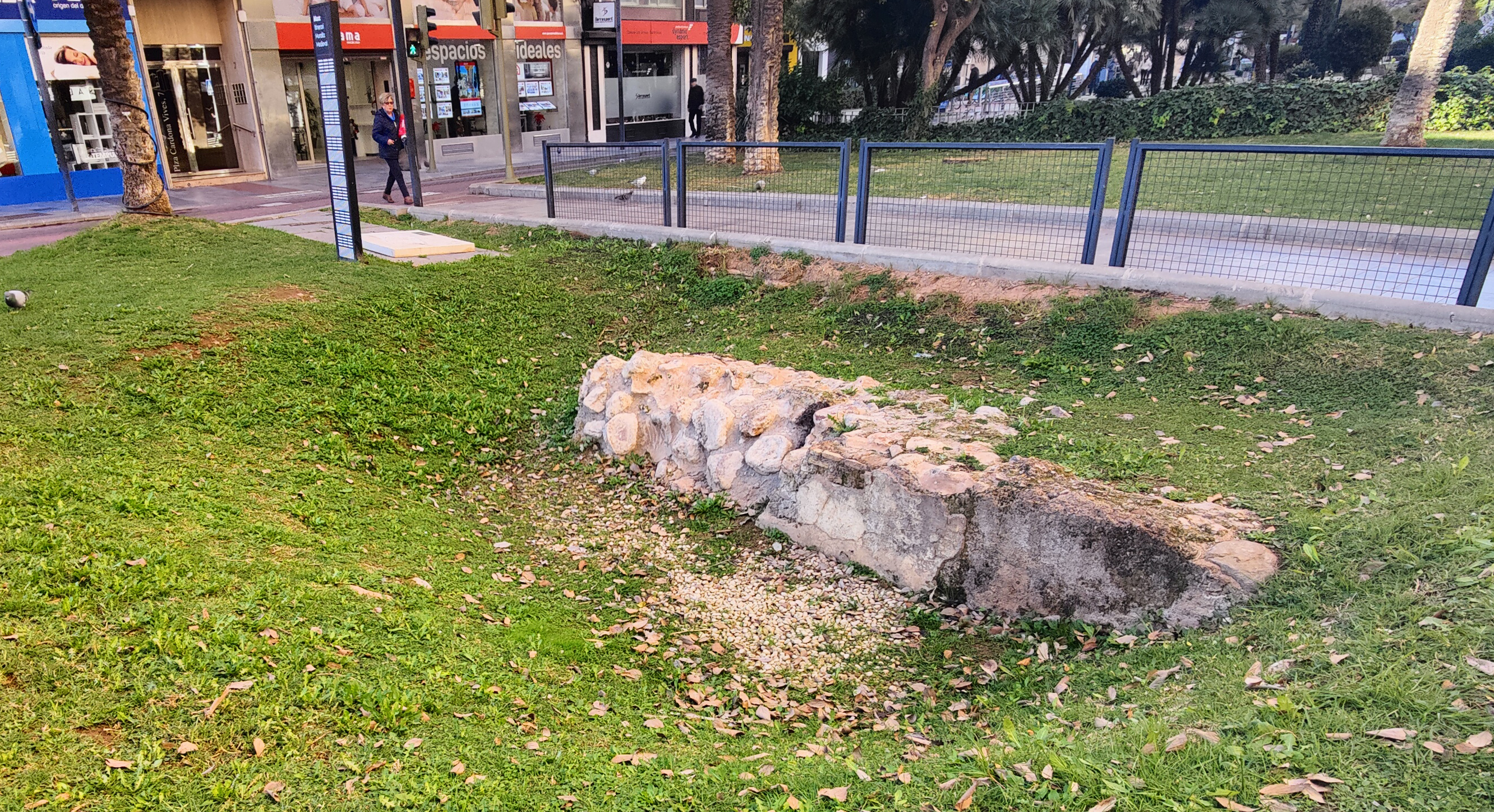
Restos de la muralla del en la plaza Cardona Vives

El lugar elegido para asentar la villa fue la alquería de Benirabe, tal y como confirma un documento fechado en 1318. La ubicación de esta alquería ha sido objeto de numerosas hipótesis debido a la falta de instancias arqueológicas. Por el centro, o muy cerca de esta alquería transcurriría un camino que dio origen a la actual calle Mayor. Así mismo, se encontraba en una zona salubre en el secano, lejos de los marjales costeros pero muy cerca de la zona de huerta y regaba con el sistema creado por los musulmanes. Benirabe sería fortificada por los pobladores cristianos como protección ante las revueltas mudéjares que todavía no estaban sofocadas en 1248 respetando las trazas urbanísticas claramente árabes, junto a ella en 1250 se conformó un arrabal extramuros.
En 1255 la iglesia de San Vicente de la Roqueta pasa a la Orden de la Merced por el breve tiempo que duró el pleito interpuesto por el monasterio oscense que obligó a la devolución de los bienes de San Vicente por parte de los mercedarios. El 9 de mayo de 1269 el rey Jaime I otorga a Castellón el privilegio de celebrar una feria anual que comenzaría el 10 de octubre, 8 días antes de la festividad de San Lucas.
El 17 de febrero de 1272, Jaime Sarroca procurador de San Vicente de la Roqueta y el propio rey confirman la asignación hecha por el baile de Murviedro Robaldo de Voltorasch para construir un recinto amurallado con foso y tres torres. La naturaleza y objetivo de este documento es ampliamente discutido por expertos e historiadores locales. La historiografía tradicional, con Vicente Traver Tomás a la cabeza, considera que esta fue la autorización para incorporar los arrabales que junto al recinto fundacional ya amurallado de la villa daría lugar a la actual extensión del núcleo histórico de Castellón. Más allá va Vicente Forcada Martí, para quien significa el comienzo de un largo periodo de reformulación de la planta urbana de la villa abandonando las trazas árabes heredadas de Benirabe absorbiendo su arrabal amurallándolo y haciéndolo crecer.
La nueva villa se organizaba conforme a una trama cuadriculada irregular alrededor de un eje central, la calle Mayor, con tres puertas a norte, oeste y este; mientras que en la zona noroeste se rompía el esquema para la inserción de la primera iglesia parroquial adosada a la muralla junto al barranco del Agua.

### Baja Edad Media
Los orígenes de la organización municipal de la villa de Castellón se remontan a 1284 cuando el rey Pedro III de Aragón extiende a Castellón los mismos privilegios forales que gozaba la ciudad de Valencia, esto es la capacidad de elegir consejeros, justicia, jurados, mostassaf, síndico, sacristán, jueces contadores, manobrers y escribano.
La Gobernación de Valencia se subdivide en 1326 creando dos áreas llamadas lugartenencia o sotsgovernació en cada extremo de su territorio, con la de lugartenencia dellà Uxó con sede en Castellón al norte, que coincide con el de la actual provincia de Castellón salvo por la comarca del Alto Palancia, la mitad de la del Alto Mijares y el condado de Almenara.
Una de las últimas voluntades de Jaime I fue la donación de algunos de sus territorios al Monasterio de Poblet. Pedro III no cumplió sus deseos de su padre pero obligó a su hijo a hacerlo, por lo que en 1286 Alfonso III de Aragón confirmó la donación reservándose el derecho a cambiarla por otro castillo. Así, el 12 de diciembre de 1287 el rey donaba la iglesia de San Vicente de la Roqueta al monasterio cisterciense, y con él la villa de Castellón, que prestó juramento y homenaje el 29 de enero de 1289. Durante 10 años los monjes de Poblet ejercieron como señores feudales de la villa, hasta que las deudas que arrastraba el monasterio les obligaron a plantear la venta del castillo de Castellón al rey. Jaime II de Aragón no tenía el dinero suficiente para efctuar la compra, por lo que el consejo de la villa le ofreció 40 000 sueldos para ejercerla, formalizando la escrutura el 11 de enero de 1297 por la suma total de 290 000 sueldos. Por primera vez Castellón quedaba libre de señores feudales pasando a pertenecer al patrimonio real y bajo privilegio por parte de Jaime II de que nunca más volverá a separar la villa del mismo.
En 1290 aparece la primera noticia sobre el Hospital de la Villa, situado en el terreno de la actual plaza Santa Clara, y que contaba con una capilla dedicada a San Esteban.
Según Forcada Martí, en el año 1297 se debió ampliar el recinto amurallado hacia el norte hasta el barranco del Canyaret, ocupando lo que la historiografía tradicional conoce como primer recinto amurallado, ya que fue edificado íntegramente en las últimas décadas del siglo XIII.
El rey Alfonso IV de Aragón estableció en 1328 el Estatuto de Daroca en el que se comprometía a no enajenar ningún castillo ni villa de sus reinos por ninguna razón salvo necesidad de la corona. Pese a ello el rey se casó en segundas nupcias con Leonor de Castilla en 1329 a la que otorgó como dote, entre otras localidades, Castellón, que presentó juramento y homenaje ese mismo día y posteriormente en Valencia el 11 de julio de 1329. Uno de los grandes intereses de la reina en este momento fue dejar a sus hijos con Alfonso IV un porvenir ya que ninguno de ellos iba a heredar la corona, para ello se hizo servir de un rescripto papal que obligó al rey a satisfacer sus deseos presionándole a incumplir el Estatuto de Daroca. Al mayor, el infante Fernando, consiguió que el rey le donase diversas posesiones a las que en 1332 quiso añadir la villa de Castellón junto a otras de las principales localidades del Reino de Valencia. Esta separación de la Corona levantó airosas protestas en la ciudad de Valencia, destacando la protagonizada por Francesc de Vinatea que se enfrentó al rey en defensa de los intereses de su ciudad, logrando el objetivo de no enajenar todas estas villas en favor del infante Fernando. Al nacer el pequeño de sus hijos, el infante Juan de Aragón la reina volvió a intentar que se le donaran villas, pero no lo consiguió hasta el fallecimiento de su marido en 1336 cuando le dejó en testamento la villa de Castellón y el castillo. El sucesor de Alfonso IV en el trono, Pedro IV de Aragón hijo junto a su primera esposa Teresa de Entenza tenía malas relaciones con su madrastra y sus hermanastros por lo que inmediatamente al morir, la reina Leonor huyó a Castilla y su hijastro secuestró sus rentas incorporando de nuevo Castellón al patrimonio real el 14 de septiembre de 1336. Para solucionar el asunto de la dote de Leonor de Castilla y del testamento de su padre el rey convocó Cortes Generales de la Corona de Aragón en Castellón, reuniéndose entre los carnavales y hasta el día de la Asunción del mismo año, para posteriormente trasladarse a Gandesa y después a Daroca, donde las Cortes llegaron a una concordia en la que se otorgaba la herencia concedida al infante Juan,  que ejercería su madre hasta su mayoría de edad, aunque el monarca se reservaba el derecho a cambiarlos por otras villas y lugares equivalentes, por lo que se nombró como señores temporales a Pedro de Aragón y Anjou y a Ramón Berenguer de Aragón, quienes también estaban a cargo de emitir la sentencia sobre el posible cambio en la herencia.
Mientras tanto, en 1339 el recinto amurallado volvería a ampliarse acogiendo el arrabal de poniente dando origen a las actuales calles Enmedio y Alloza. También suceden en estos años las primeras noticias sobre el comercio marítimo en las playas del Grao, el 1 de agosto de 1329 el rey ordena que las licencias de carga las otorgará el baile local y no la señora feudal y posteriormente el 19 de agosto de 1337 el rey ordena que los trámites se realicen ante el baile local y no ante el baile del Reino, hecho que causaría continuos enfrentamientos durante el resto del siglo. En algún punto entre 1330 y 1340 se incendia la iglesia mayor y comienzan las obras de construcción de un nuevo templo, así como se edifica el Palau Comú o de la Villa como sede para las autoridades locales.
En 1347 estalla la guerra de la Unión, en un primer momento Castellón fue partidaria del bando realista conocido como la Fraternidad, pero en marzo de 1348 se pasa al bando unionista que en ese momento iba ganando la guerra, y junto a las tropas de la Unión de Valencia compuestas por 6000 hombres asaltaron Onda en septiembre asesinando al Gobernador General del Reino de Valencia Arnaldo de Ruisech, allí igualmente fueron sorprendidos por el lugarteniente de Castellón, entonces asentado en Burriana a causa de la guerra, Guillem de Belvis que inició una matanza a la defensiva obligando a los unionistas a replegarse en Castellón donde se presentó Pedro de Boil con un ejército de 10 000 soldados que sitiaron la villa. Los unionistas se defendían lanzando piedras desde las murallas llegando a matar a Guillem de Boil, hermano del general sitiador, por lo que los planes para tomar al asalto la villa por parte de las tropas realistas se adelantaron, penetrando en el interior momento en el que la villa se rindió y se procedió a ahorcar en la plaza a los principales cabecillas unionistas. Es posible que los castellonenses estuvieran divididos en dos respecto a los apoyos a cada bando, desconociéndose qué bando fue el mayoritario entre la población y si eso pudo provocar que algunos de estos ataques fueran realizados de forma extraoficial sin consentimiento de las autoridades locales. Pero al finalizar la guerra, el Rey castigó a Castellón como a cualquier población unionista.
En 1356 comienza la guerra de los Dos Pedros entre Pedro I de Castilla y Pedro IV de Aragón que protegía al hermanastro bastardo del rey castellano, Enrique conde de Trastámara. Esta protección y las pretensiones de Enrique de pretender al trono castellano se ratificaron en un tratado celebrado en Pina de Ebro el 8 de noviembre de 1356 y ratificado en Zaragoza el 20 de enero de 1357. Mediante este tratado Enrique se convertía en vasallo de Pedro IV hasta que pudiese ser proclamado rey de Castilla al cederle los señoríos que anteriormente se le habían donado a la reina Leonor y su hijo menor Juan, con el objetivo de que Enrique utilizara los beneficios económicos que obtendría de su señorío en su campaña para alcanzar el trono castellano. Mudaba así de nuevo Castellón de señor feudal tras serle arrebatado el señorío a la reina Leonor sin que se conozca renuncia por su parte. Los años pasaron y el señorío se alargó sin que Castellón retornara a la corona tal y como se les había prometido, pero no parece que hubieran grandes quejas. Finalmente en marzo de 1366 el conde de Trastámara es proclamado rey de Castilla como Enrique II y de acuerdo a lo pactado en el Tratado de Pina el 9 de julio de dicho año, Pedro IV anulaba el juramento de fidelidad de la villa a Enrique y confirmaba el privilegio de anexión a la corona extendido años antes. Para finalizar su señorío, Enrique II vendió a la villa los dos pinares, al sur de la población y junto al mar. Poco antes, el 24 de septiembre de 1365 Enrique ya había vendido a las autoridades locales sus derechos en pesos y medidas de la carnicería y la pescadería por 60 000 sueldos. También el rey ordenó que el lugarteniente volviera a residir en Castellón y otorgó a sus Jurados la facultad para poder cesarle si no reside en la villa, un privilegio del que haría uso el gobierno local en múltiples ocasiones a lo largo de la historia.
La leyenda indica que en el año 1366 comienza el culto a la Virgen del Lledó tras haber sido encontrada por el labrador Perot de Granyana bajo una piedra entre las raíces de un lledoner al arar las tierras de su propiedad con dos bueyes. Lo cierto es que las primeras noticias sobre una pequeña construcción religiosa en el lugar de la Troballa aparecen en 1370, en 1378 se concede permiso para celebrar misas allí y un año después se acuerda ampliar la ermita para da cabida a los cientos de peregrinos que visitan a la virgen.
No tardó el rey Pedro IV en volver a desligar de la corona la Villa de Castellón ya que el 10 de marzo de 1368 creó el condado de la Plana a favor de su hijo menor Martín con el que otorgaba las villas de Castellón y Villarreal, entre otros derechos. Hecha la donación, su hermano mayor y Gobernador General del Reino el infante Juan manda a su lugarteniente García de Loriç a tomar posesión de la villa, pero los Jurados se opusieron y el acto tuvo que ser aplazado, ante lo que Juan sancionó a la villa. La mañana del 5 de mayo Juan se dispuso a acudir a Castellón pero no pudo entrar porque las puertas de las murallas estaban cerradas, con algunas puertas tapiadas y los puentes sobre el foso destruidos o levantados. Pidió entrar tres veces sin recibir respuesta ante lo que mandó prender fuego a las puertas respondiendo los castellonenses lanzando piedras a las tropas y al propio infante. Ante esta situación marchó a ponerse a salvo y escribió a su padre, a señores feudales y villas reales cercanas e hizo llevar máquinas de guerra. Unos días más tarde los Jurados debieron aceptar la donación y enviaron cartas al rey disculpándose por lo sucedido reclamando el perdón real. Finalmente el 31 de mayo se produjo el acto de donación del que se ausentaron numerosos castellonenses a los que esperaba un castigo que ni el infante ni el Consejo supieron acordar. Sin embargo poco después quedaba revocada la donación de Castellón al infante Martín y el rey perdonaba a la población los sucesos acaecidos durante los intentos de toma de posesión. Aunque de nuevo, el 24 de junio del mismo año el rey volvía a donar los mismos territorios a a su primogénito Juan. Finalmente, el 6 de octubre el rey revocaba su última donación sin que pudiera llevarse a cabo. De esta manera cesaron todos los señoríos sobre Castellón y ya no volvió a ser separada de la corona.

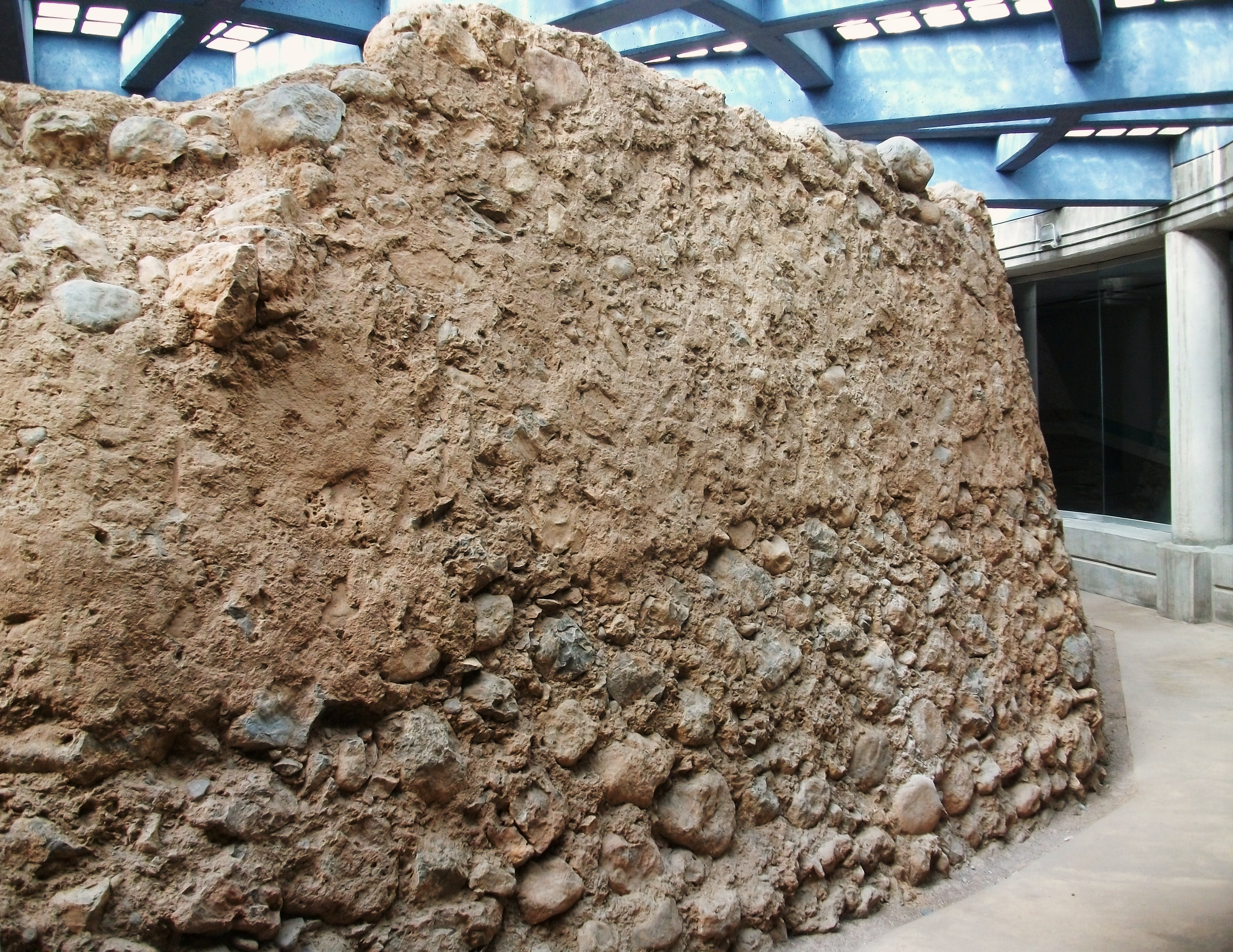
Restos arqueológicos de la torre de San Pedro, de les Alçamores o dels Alçaments bajo la plaza de las Aulas

En 1367 se celebran las Cortes del Reino de Valencia en Castellón presididas por el príncipe de Gerona Juan. Hacia 1386 tiene lugar la última ampliación del recinto amurallado de la villa, en dirección norte hasta el barranco de la calle San Luis y el Toll. El 4 de diciembre de 1391 se tiene constancia gracias al testamento de Guillem de Trullols, se conoce la existencia de un segundo hospital en Castellón fundado en una fecha desconocida por el que había sido consejero de la villa, se ubicaba en sus propiedades justo en la actual plaza de las Aulas. El 29 de julio de 1498 se autoriza por primera vez la fusión de este hospital con el de la Villa en las instalaciones del primero para paliar los problemas económicos que ambas instituciones arrastraban, pero probablemente la unión no se llevó a cabo hasta 1509.

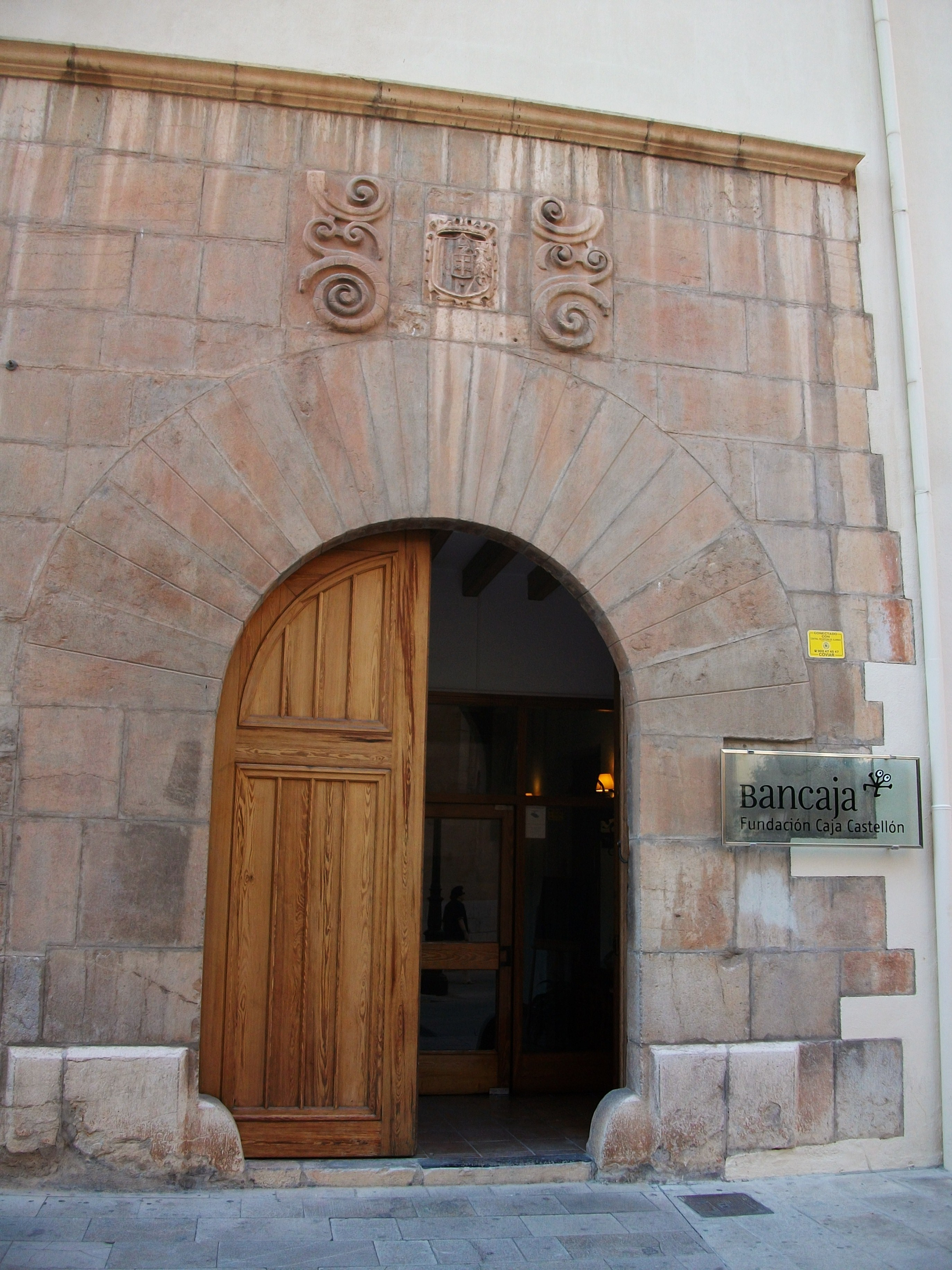
Portada de la Casa Abadía con el escudo de la Cartuja de Vall de Cristo

En 1387, a instancias del rey se solicita al antipapa Clemente VII incorporar la parroquia de Castellón a las rentas de la Cartuja de Vall de Cristo fundada 2 años antes por el infante Martín en Altura, que lo autoriza mediante una bula fechada el 19 de marzo de ese mismo año. Por más de un año se intentó la incorporación de la parroquia al monasterio pero la firme oposición de la villa lo impidió, provocando que cayera en entredicho. El 5 de noviembre de 1388 el legado de Pedro de Luna puso en ejecución la bula de anexión, pero de la rectoría de la parroquia no se hizo cargo el prior de la cartuja, por lo que Pedro de Luna, ya coronado como el antipapa Benedicto XIII, volvió a promulgar una bula de anexión de la parroquia de Santa María a la Cartuja de Vall de Cristo el 23 de abril de 1397, durando esta situación durante casi 5 siglos.
La muerte sin descendencia de Martín I en 1410 provocó un largo interregno durante el cual la nobleza el Reino de Valencia dividió su apoyo entre bandos de candidatos a ejercer de monarca, el urgelista, partidario de Jaime II de Urgel y encabezado el gobernador general del reino Arnau Guillem de Bellera, y los antiurgelistas, partidarios en principio de cualquier candidato que no fuese el conde de Urgel y que luego se decantarían por el infante castellano Fernando de Trastámara. En un principio Castellón no tomó partido ya que sus autoridades eran antiurgelistas. En octubre de 1410 el gobernador Bellera acude a Castellón para someterla a su bando y se encuentra con las puertas de la muralla cerradas ante lo cual decide entrar por la fuerza desatando una gran represión que terminó con la huida de un importante número de habitantes. La situación general del Reino en ese momento acabó desatando una guerra civil que se cebaría especialmente con la comarca. Las hostilidades en la zona se iniciaron a partir de noviembre de 1411 con ataques prácticamente diarios, recrudeciéndose a partir del siguiente mes de enero. El 27 de febrero de 1412 tiene lugar en Murviedro la batalla del Codolar en la que fallece el gobernador Bellera, provocando que muchas villas, pasasen al bando trastamarista. No fue el caso de Castellón, a la que se enviaron tropas comandadas antiurgelistas y tropas de la invasión castellana lideradas por Antonio de la Cerda para atacar la villa el 24 de abril de 1412, resultando en una gran batalla con más de 500 muertos entre las filas atacantes, incluido el comandante castellano, y una victoria para las huestes castellonenses. Tras la batalla la situación se calmó en toda la Corona y para junio de ese año se resolvió el Compromiso de Caspe resultando elegido como monarca el Infante de Antequera como Fernando I. Castellón no fue avisada oficialmente de la noticia al ser considerada foco de resistencia urgelista, por lo que por sus propios medios acude a negociar su reconocimiento que se retrasó hasta, al menos, el 13 de julio.
No existen datos demográficos de Castellón hasta 1350 cuando se contabilizaron 1100 fochs, lo que equivaldría a unos 3850 habitantes. Se puede entender como un notable éxito que en apenas 100 años de existencia la villa alcanzara dichos datos poblacionales. En 1348 llega la peste negra a la Corona de Aragón, la falta de información sobre el alcance de la epidemia en la Plana podría indicar que la zona fue afortunada y la enfermedad no se cebó con virulencia sobre la población, ya que para 1357 se contabilizaban 1010 fochs, el equivalente a unos 3353 habitantes, sin embargo el perdón concedido a la villa por Enrique de Trastámara ese mismo año explicita que se hace a tenor de la pobreza y enfermedades que sufría la población. Precisamente a partir de esta fecha Castellón se desmarca del auge capitalino con una tendencia demográfica en declive y que se prolongó durante todo el siglo XV. En 1398 la población sería de 2534 habitantes, falleciendo ese año 1600 personas. En 1427 se volvía a hablar del exceso de mortalidad que se producía en Castellón. Las dos décadas entre 1430 y 1450 fueron devastadoras, las inclemencias meteorológicas produjeron malas cosechas y con ellas se expandieron del hambre y las enfermedades, como los brotes de peste de 1439, 1444 y 1450, los altos impuestos tampoco ayudaron a retener población. En 1438 se registrarían unos 1991 habitantes. Para atraer nuevos pobladores Castellón aplicó políticas de atracción demográfica buscando atraer a cristianos con oficios de Valencia, así como procurar proteger a las minorías religiosas judías y musulmanas perseguidas en otros puntos de la Corona. Así en 1462 se contabilizaron unos 2509 habitantes y en 1469 unos 1856 con notables variaciones anuales a lo largo de la década. En 1478 fueron 1856 habitante y en 1485, 2205 habitantes.
De la Carta Puebla de 1239 se puede extraer la existencia de una red de acequias que, probablemente, a finales del siglo XIII o principios del XIV estaría prácticamente desarrollada de forma muy similar a la que ha llegado a la actualidad, tomando las aguas del río Mijares por la Acequia Mayor compartida en un primer tramo con Almazora, y finalizando la Acequia Mayor en la partida de Cap en la Fuente de la Reina. De esta acequia madre saldrían otras perpendiculares al mar que se prolongarían hasta el camino de la Donación, contribuyendo al desecado de la franja de marjal entre este camino y el Caminás. Este espacio se conoce como Horta Vella, su extensión es objeto de discusiones y varía desde las 227 Ha según el libro de la peyta de 1398 estudiado por Sánchez Adell, que luego subió a 11 501 hanegadas; las 228 Ha según el libro de la peyta de 1468 estudiado por Concepción Domingo; 1731,41 si se estudia el reparto de aguas según las ordenaciones establecidas el 30 de abril de 1307 que estuvieron en vigor por más de tres siglos y medio, todo ello sin contar la zona de Fadrell y aledaños que se regaba por la acequia de Almalafa. Los principales cultivos de huerta eran la viña, el cañamiel, cáñamo, lino, esparto, moreras para alimentar a los gusanos de seda e higos. El principal cultivo de secano era la vid, mientras que el olivo no fue relevante hasta el siglo XV. Sin embargo el cultivo que más problemas causó durante toda la Baja Edad Media fue el del arroz, cuyo cultivo fue prohibido en 1374 pero que a lo largo todo el siglo XV fue objeto de numerosas disputas durante las cuáles se permitió su cultivo y su prohibición en varias ocasiones La ganadería comienza a tomar importancia en la economía castellonense durante el siglo XIV. Los rebaños castellonenses tenían derecho a pastar en el propio término de la villa y en los vecinos de Montornés, Borriol, Onda y Almazora, así como por privilegio real del 28 de mayo de 1321 por los pastos de Teruel y su comunidad de aldeas. El bovalar se instituyó bien pronto, primero en la partida que todavía tiene ese nombre y, cuando se roturó para el cultivo, se trasladó a los pies del cerro de la Magdalena.
En 1444 la reina María concede a Castellón el permiso para celebrar una nueva feria comercial llamada del retorn, a celebrar anualmente por 15 días desde el 25 de abril, día de San Marcos, sin embargo el consejo prefirió celebrarla a partir del 22 de enero, día de San Vicente Mártir.
La actividad marítima tuvo un importante auge. A finales del siglo XIV Castellón disponía de su propia flota y actividad comercial con diversas localidades de la Corona de Aragón y la actual Francia.

## Edad Moderna
Empezando el siglo XVI, se autoriza el uso de las playas como puerto de mercancías.
En la guerra de las Germanías, el gobernador de la villa Ramstón de Viciana, se pone en contra del Rey Carlos I, enfrentándose con las localidades vecinas de Burriana y Morella, defensoras del Rey. En 1521, el Duque de Segorbe, toma Castellón y saquea la villa.
En 1533, se presenta ante el Rey Carlos I un proyecto para construir una albufera que sirviera para sanear las marjales, y aunque el proyecto fue aprobado, nunca llegó a realizarse.
Mientras tanto, en 1534, el pirata Barbarroja llega a Oropesa, y saquea la villa de Castellón llevándose cautivos a varios de sus vecinos. El incremento de invasiones berberescas, se edifican torres por toda la costa, e incluso, Felipe II, llegó a plantearse convertir a la ciudad en una plaza fuerte, que proyectó su ingeniero Antonelli en 1562, pero con la victoria en la Batalla de Lepanto, las incursiones piratas decrecen y se desecha esta idea.
Reformas urbanísticas y llegada de órdenes religiosas
El 3 de marzo de 1549 es inaugurada la nueva iglesia parroquial, mientras se inicia la construcción del convento de las clarisas, del de San Agustín y el de los dominicos, además de un nuevo hospital.
Felipe II, inicia la retirada de poderes al jurado de la villa, cosa que acrecentó que en 1616 Felipe III con la imposición de las autoridades reales sobre las forales, ordenara a su yerno, Carlos de Borja, gobernador del reino, el traslado del justicia y los jurados de la villa como presos a Valencia donde serían liberados tras una reprimienda del Rey.
El siglo XVII, se inició con la culminación de las obras del campanario, de la Lonja del Cáñamo, de la iglesia parroquial y del monasterio de los capuchinos, así como de la ampliación de la ermita del Lledó y la construcción de la iglesia de San Agustín, y con el proyecto de una capilla de la comunión de la iglesia mayor que traería consigo una importante reforma urbana. En esta época, también se concluyó la construcción del azud compartido entre Castellón y Almazora en el río Mijares.
En 1632, el paso del rey Felipe IV en su camino hacia Barcelona trae consigo el rechazo a la lengua valenciana, prohibiéndose su uso en la iglesia mayor en 1638.
Junto a las repercusiones que tuvo en la villa la guerra de los Segadores, se le unió a esta un nuevo azote de la peste negra en 1647, que causó gran mortandad hasta el año 1653 en que remitió. Las incidencias causadas por la peste, provocaron gran número de acciones delictivas, teniéndose que crear en la villa un ejército de 200 hombres comandados por el Duque de Arcos.
Durante el reinado de Carlos II los jurados empiezan a plantearse su traslado a una nueva sede, también de esta época, es el asentamiento del convento bajo patronato real de las monjas capuchinas.
Guerra de Sucesión
Durante la guerra de Sucesión, Castellón dio su apoyo al Archiduque Carlos de Austria, siendo atacada por las tropas del Duque de Berwick, que entra en Castellón en 1707, exigiendo el pago de 8840 libras y el derribo de las murallas. Ese mismo año, se publica el Decreto de Nueva Planta, que abole los fueros del Reino de Valencia, y el 26 de febrero del año siguiente, se establece el nuevo Ayuntamiento formado conforme a las leyes castellanas. El 2 de febrero de 1717, esta nueva corporación se traslada al nuevo Palacio Municipal. En esta época, también se empiezan a redactar las actas del Ayuntamiento en Castellano.
Desarrollo de la ciudad

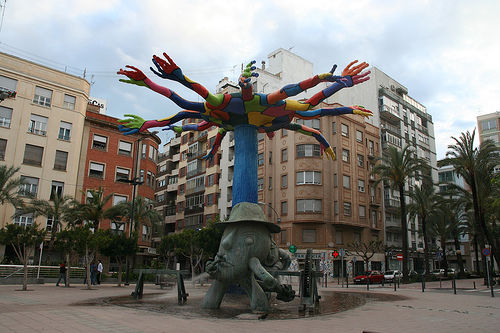
Monumento al menaor, trabajador del Huerto de Sogueros

En 1731, el futuro rey Carlos III, realiza un viaje a Barcelona, que en su transcurso por Castellón inaugura el nuevo Camino Real a Barcelona. Es en este tiempo durante el cual Antonio Bermúdez de Castro fue gobernador del corregimiento de Castellón, que proyecta la creación de la plaza Nueva, un nuevo hospital y un nuevo cementerio en el Calvario, haciendo cubrir el “Fosar” que desde la fundación de Castellón se encontraba en el centro de la villa..
De esta época, son también la Capilla de la Sangre, el nuevo ermitorio de Lledó y un nuevo cuartel militar junto a la puerta de Valencia.
En 1747, se creó el llamado Huerto Sogueros (Hort dels Corders) al oeste de la villa, dónde se instaló la industria del cáñamo.
En 1786, Castellón ya sumaba los 12000 habitantes, de los cuales, la mitad vivían extramuros. Este hecho provoca que en 1796 se derriben las murallas de la villa, lo que permitió la expansión urbana absorbiendo los arrabales de San Félix y la Trinidad.

## Edad Contemporánea

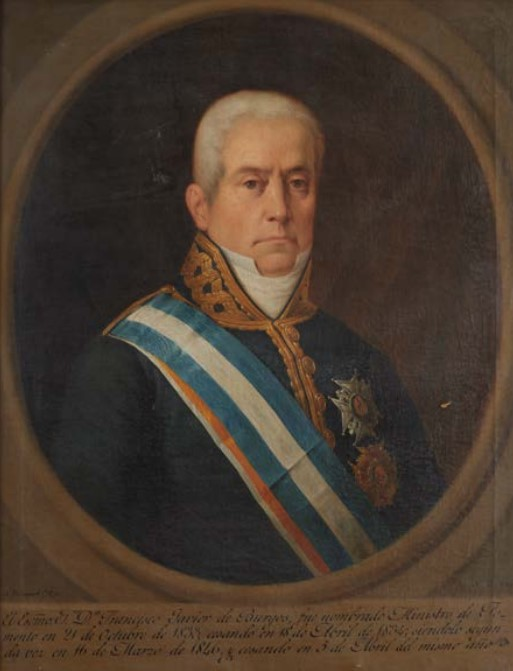
Javier de Burgos creó la actual división en provincias de España, entre las que creó la de Castellón

Durante la guerra de la Independencia, Castellón fue sitiada en 1811 por tropas francesas, comandadas por el mariscal Suchet, que no abandonaron la villa hasta 1814. Durante la ocupación francesa, Castellón fue incorporada a la Prefectura de Guadalaviar Bajo, cuya capital era Valencia.
Durante el Trienio Liberal, en 1822 Castellón pasa a ser capital de la provincia homónima, pero en 1823, este proyecto, olvidado, hasta el año 1833, cuando Javier de Burgos, crea la actual división provincial española, donde Castellón pasa a ser capital de la provincia homónima.
Guerras Carlistas

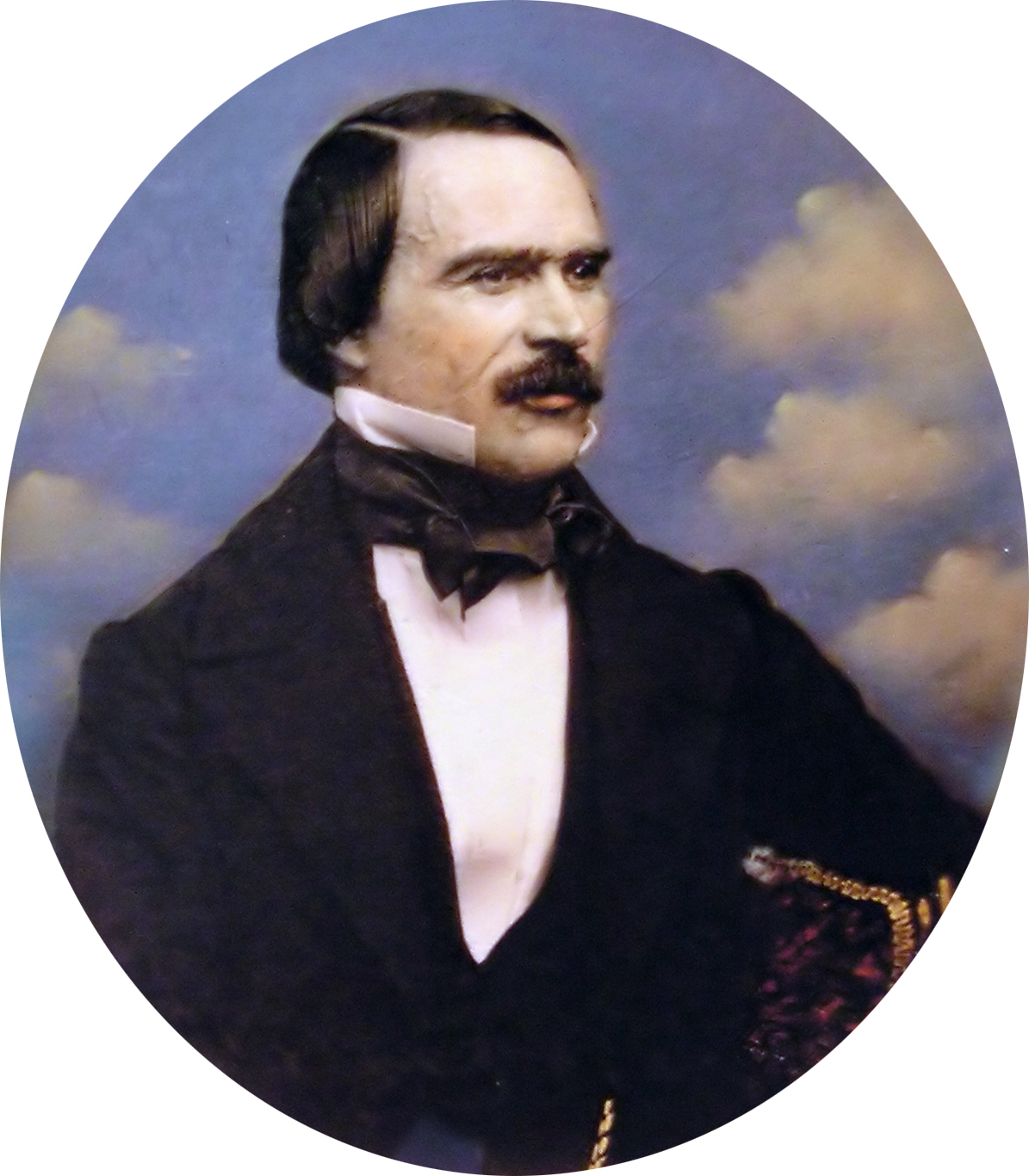
Ramón Cabrera "El tigre del Maestrazgo", fue el principal comandante del ejército Carlista en la zona de Castellón

En 1837, durante la primera guerra carlista, la villa que es partidaria de los liberales, es asediada por el Ejército carlista los días 7, 8 y 9 de julio, provocando el levantamiento de una nueva muralla para proteger a la villa. Los sucesivos asedios ocurridos durante las diferentes Guerras Carlistas, no permitieron derribar la muralla hasta 1882. A causa de la resistencia de la ciudad ante los diversos asedios carlistas, la reina regente María Cristina y las Cortes españolas, otorgaron el 6 de noviembre de 1837 a Castellón de la Plana el título de fiel y leal ciudad, junto a un nuevo escudo de armas que sería finalmente aprobado el 15 de febrero de 1843.
Crecimiento económico y urbano

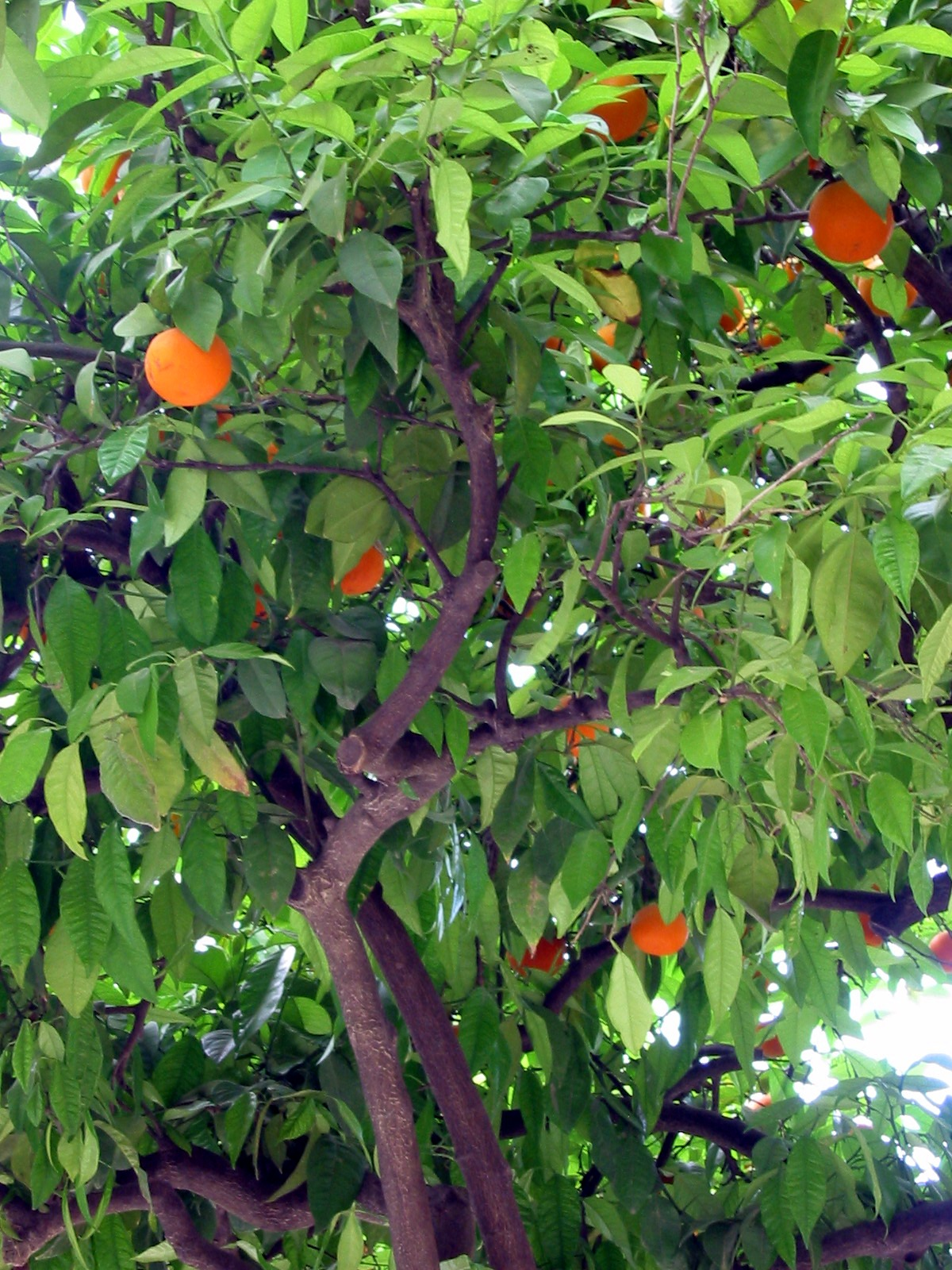
El cultivo del naranjo ha sido el motor tradicional de la economía castellonense

Fue a partir de 1882, cuando la ciudad pudo comportrase de acuerdo a su nuevo rango, años antes, en 1802, se terminó el nuevo Camino Real de Valencia a Barcelona, y se construyó el nuevo Camino del Mar, En 1862, llegó el ferrocarril de Valencia, y en 1868 el de Barcelona. En 1888, se inaugura el ferrocarril, conocido popularmente como “La Panderola”, que uniría la ciudad con el Grao y luego con Almazora, Villarreal, Burriana y Onda. Un año antes, la ciudad superaba ya los 25000 habitantes.
Pero el verdadero motor del progreso económico, no vino hasta que a principios de siglo, cuando Villarreal decidiera empezar a cultivar naranjos, extendiéndose su cultivo rápidamente por toda la comarca.
Con la desamortización eclesiástica desaparecen los conventos de la ciudad, desapareciendo el núcleo cultural que durante siglos había permanecido en la ciudad.
El nombramiento como capital de provincia y el fin de las guerras carlistas, motivaron un gran auge constructivo, construyéndose en 1861 el Parque Ribalta, en los terrenos del antiguo Cementerio del Calvario, en 1881, el Hospital Provincial, obra del arquitecto Manuel Montesinos, el mismo arquitecto que en 1887 construyó la nueva cárcel y la nueva Plaza de Toros. En 1894, se inauguró el Teatro Principal, construido por el arquitecto Godofredo Ros de Ursinos., en 1913, el arquitecto Francisco Tomás Traver, construyó el nuevo Instituto del Estado, y se comenzó la urbanización del barrio de “l'Armelar”.
En 1891, comienzan las obras del nuevo puerto en el Grao, propiciadas por la creciente exportación de cítricos, cerámica y algarrobos.
Con el siglo XIX, comenzó el renacer cultural de la ciudad, se creó el Ateneo Obrero, el Casino de Artesanos, se iniciaron diversas excavaciones arqueológicas, se dio un fuerte impulso a la cerámica decorativa, nacieron nuevos artistas, bandas y coros de música y finalmente se fundó el Círculo Artístico y Literario. También fue la época del nacimiento del periodismo en la ciudad, con periódicos como “Heraldo de Castellón” y revistas como “Ayer y Hoy”.
A principios del siglo XX, en 1910, la ciudad alcanzaba los 32000 habitantes. Con la consiguiente expansión urbana, que en 1925 ya llegaba al límite de las vías del ferrocarril. Con la inauguración ese mismo año del Embalse de María Cristina, el cultivo de la naranja llegó a su máxima expansión.
En 1924, se proclamó a la Virgen de Lidón patrona de la ciudad, coronándose el 4 de mayo de ese mismo año en la actual Plaza de la Independencia. Junto a San Cristóbal, nombrado patrón en 1703 y San Blas, nombrado en 1717, es una de los tres patronos de Castellón.
Guerra Civil y franquismo
Con la llegada de la Guerra Civil en 1936, la ciudad pasó al bando republicano, hasta el año 1938 en que entraron las tropas franquistas en la ciudad. En 1936, el Ayuntamiento ordena el derribo de la Iglesia de Santa María, con el pretexto de iniciar una expansión urbana en el centro de la ciudad. Las obras de reconstrucción de la nueva Iglesia, no culminaron en su parte principal hasta 1999, dándose por acabadas en 2009.
Entre las décadas de 1930 y 1960, la ciudad alcanzó los 60.000 habitantes.
Después de la guerra, se llevaron a cabo una serie de reformas urbanas interiores, en 1947, se construyó el Mercado Central en la Plaza Mayor, la urbanización del “Hort dels corders” y la creación de la Plaza Cardona Vives, uniendo la Calle Colón con la Avenida del Mar.
En 1945, se oficializaron las fiestas de la Magdalena, cuyo acto principal era la tradicional “Romería de les Canyes”, que seguía recordando la bajada de los habitantes del Castillo de la Magdalena a la Plana, a la que se añadieron diversos actos festivos.
De 1960 a 1981, la población se duplicó, superando los 126000 habitantes, que se instalaron en los más de 100 grupos de población dispersos que se contabilizaron esos mismos años.
En 1960, se creó la diócesis de Segorbe-Castellón, convirtiéndose por primera vez en la historia en sede diocesana y su Iglesia Mayor en Concatedral.
En 1961, se inauguró en el Grao una importante refinería de petróleo, y 10 años después se construyó una central eléctrica de ciclo combinado.
Las décadas de 1960 y 1970, fueron de una gran catástrofe urbanística, se derribaron diversos monumentos, se construyó en altura en el casco histórico y no se construyó ninguna zona verde.
Actualidad
Con la recuperación de la democracia, la ciudad experimentó un notable crecimiento económico, demográfico y urbano, la industria cerámica y la construcción, vivieron una época de prosperidad, llegaron a la ciudad inmigrantes extranjeros, procedentes mayoritariamente de Rumanía, Marruecos y Colombia, superando la ciudad en 2004 los 166000 habitantes; la ciudad, comenzó a crecer hacia la marjalería, se construyeron rondas de circunvalación y se soterraron las vías de ferrocarril y el río Seco.